# Побреж
Побреж (словен. Pobrež) — поселення в общині Оплотниця, Подравський регіон‎, Словенія.